# Észtország autópályái
Ez a lap Észtország autópályáit (észtül:Kiirtee) sorolja fel.

## Az autópályák listája[1]
| Név | Érintett városok                                                          | Hossz    |
| --- | ------------------------------------------------------------------------- | -------- |
| P1  | Tallinn – Kuusalu – Viltna – Rakvere – Kohtla Järve – Narva – Oroszország | 212,6 km |
| P2  | Tallinn – Vaida – Paide – Pőltsamaa – Tartu – Vőru – Luhamaa              | 287,8 km |
| P3  | Jõhvi – Ahtme – Tartu – Elva – Valga – Lettország                         | 219,6 km |
| P4  | Tallinn – Pällu – Märjamaa – Pärnu – Ikla – Lettország                    | 192,3 km |
| P5  | Pärnu – Paide – Mäo – Tapa – Rakvere – Sõmeru                             | 184,6 km |
| P6  | Lettország – Valga – Tõrva – Uulu                                         | 124,8 km |
| P7  | Lettország – Misso – Luhamaa                                              | 22 km    |
| P8  | Tallinn – Keila                                                           | 47,2 km  |
| P9  | Ääsmäe – Haapsalu – Risti                                                 | 80,5 km  |
| P10 | Risti – Virtsu – komp – Kuivastu – Saaremaa – Kuressaare                  | 143,7 km |
| P11 | Tallinni körgyűrű                                                         | 38,1 km  |
| P92 | Tartu – Viljandi – Kilingi-Nõmme – Väljaküla                              | 122,8 km |